# Gnaphosa lugubris
Gnaphosa lugubris är en spindelart som först beskrevs av Carl Ludwig Koch 1839.  Gnaphosa lugubris ingår i släktet Gnaphosa och familjen plattbuksspindlar. Inga underarter finns listade i Catalogue of Life.